# Prospecting
Prospecting – proces poszukiwania i nawiązywania kontaktu z klientem, podczas którego prawdopodobny nabywca staje się nabywcą potencjalnym (prospekt). Polega na wyszukiwaniu tzw. prospektów (ang. prospects) B2B, z którymi potencjalnie można i warto nawiązać relację biznesową, a następnie skontaktować się z nimi drogą online lub offline.
Proces obejmuje szereg czynności i metod, których celem jest wyselekcjonowanie z grupy odbiorców dostępnych na rynku (suspect) osób, organizacji czy instytucji potencjalnie zainteresowanych oferowanym produktem lub usługą, które mogą stać się nabywcami (prospektami).

## Podstawowe fazy prospectingu[4]
- określenie grupy docelowej

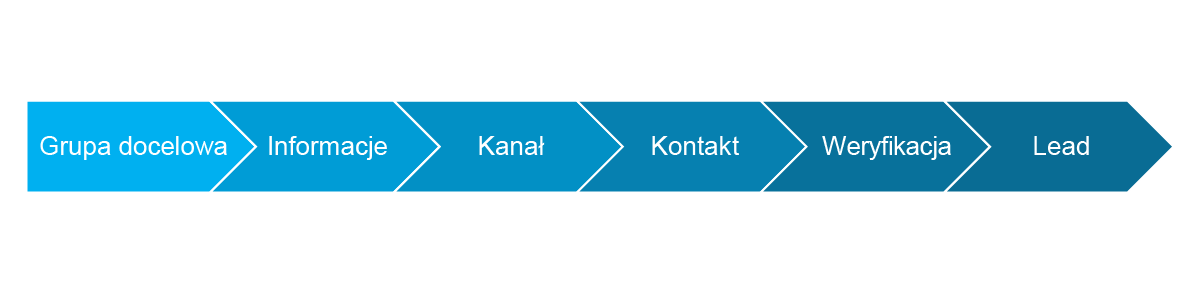
Podstawowe fazy prospectingu

- gromadzenie informacji o osobach, organizacjach lub przedsiębiorstwach, które mogą być potencjalnie zainteresowane ofertą lub usługą
- wybór kanału do przeprowadzenia prospectingu
- nawiązanie kontaktu z potencjalnymi klientami
- weryfikowanie potencjalnych klientów (wybór grupy klientów, którzy mogą podjąć decyzję w zakresie nabycia produktu i dysponują środkami finansowymi na ten cel).

Efektem przeprowadzonego procesu prospectingu są leady sprzedażowe.  

## Techniki kontaktu z potencjalnym klientem w prospectingu[5]
- social selling
- cold calling
- cold mailing
- Nawiązywanie kontaktów podczas targów i konferencji